# Râul Iezer, Bârlad
Râul Iezer este un curs de apă, afluent al râului Tutova. 